# Qiyuan Q07

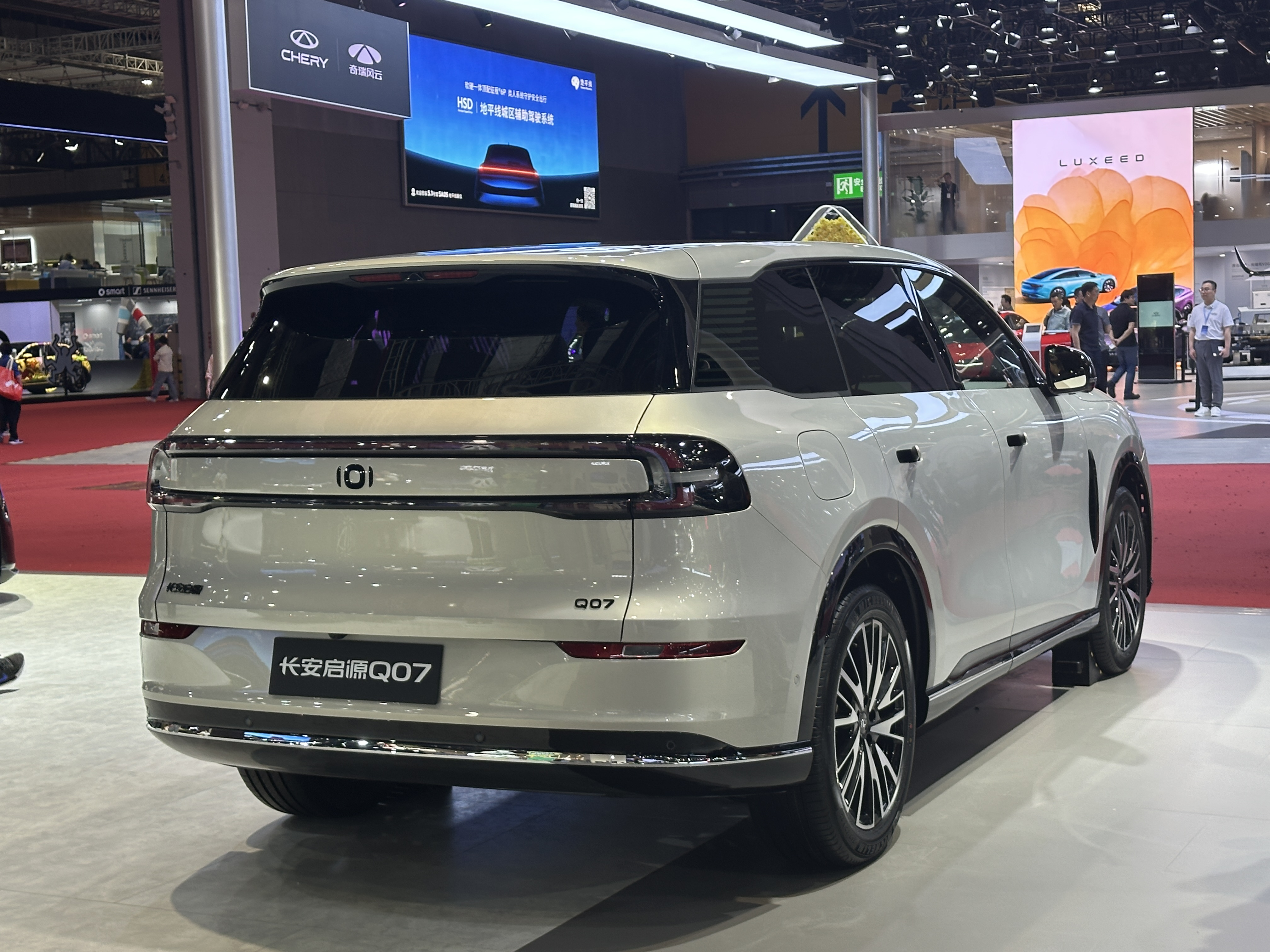
Вид сзади

Qiyuan Q07 (кит. 长安启源Q07) — среднеразмерный электромобиль-SUV и подзаряжаемый гибрид с увеличенным запасом хода, выпускающийся подразделением Qiyuan компании Changan c 2025 года.

## Описание
Qiyuan Q07 работает на базе интеллектуальной гибридной системы Changan BlueCore 3.0. Силовой агрегат Q07 состоит из 1,5-литровых атмосферных и турбированных двигателей.
Турбированные двигатели работают в паре с электродвигателем мощностью 165 кВт. Запас хода на электротяге составляет 215 км по циклу CLTC, а суммарный запас хода — 1400 км. Аккумулятор Golden Shield 3C заряжается от 30% до 80% за 15 минут.
Q07 — первый автомобиль Changan, интегрированный с моделью искусственного интеллекта DeepSeek. Автомобиль разработан под руководством бывшего главного дизайнера Volkswagen Клауса Жичоры (Klaus Zyciora). 

## Технические характеристики
| Запас хода, км                             | 145                                          | 215                                          | 215                                          |
| ------------------------------------------ | -------------------------------------------- | -------------------------------------------- | -------------------------------------------- |
| Годы производства                          | с 03.2025                                    | с 03.2025                                    | с 03.2025                                    |
| Тип двигателя                              | Бензиновый двигатель (R4) + электродвигатель | Бензиновый двигатель (R4) + электродвигатель | Бензиновый двигатель (R4) + электродвигатель |
| Наддув                                     | —                                            | —                                            | Турбонаддув                                  |
| Рабочий объём                              | 1497 см³                                     | 1497 см³                                     | 1497 см³                                     |
| Мощность ДВС                               | 72 кВт (98 л. с.) при 5600 об/мин            | 72 кВт (98 л. с.) при 5600 об/мин            | 110 кВт (150 л. с.) при 5000 об/мин          |
| Мощность электродвигателя                  | 237 кВт (322 л. с.)                          | 237 кВт (322 л. с.)                          | 275 кВт (374 л. с.)                          |
| Крутящий момент ДВС                        | 125 Н⋅м при 3000 об/мин                      | 125 Н⋅м при 3000 об/мин                      | 220 Н⋅м при 3200—4200 об/мин                 |
| Крутящий момент электродвигателя           | 455 Н⋅м                                      | 455 Н⋅м                                      | 550 Н⋅м                                      |
| Привод                                     | Передний                                     | Передний                                     | Передний                                     |
| Трансмиссия                                | E-CVT                                        | E-CVT                                        | E-CVT                                        |
| Максимальная скорость                      | 180 км/ч                                     | 180 км/ч                                     | 180 км/ч                                     |
| Разгон, 0—100 км/ч                         | 7,4 сек.                                     | 7,6 сек.                                     | 7,6 сек.                                     |
| Расход топлива, л/100 км (суммарный, WLTP) | 1,1 л                                        | 1,1 л                                        | 0,8 л                                        |
| Объём бака                                 | 51 л                                         | 51 л                                         | 51 л                                         |
| Энергоёмкость аккумулятора                 | 21,5 кВт⋅ч                                   | 31,7 кВт⋅ч                                   |                                              |
| Запас хода по циклу WLTP                   | 111 км                                       | 166 км                                       | 163 км                                       |
| Экологический класс                        | China VIb                                    | China VIb                                    | China VIb                                    |